# Jerzy Korolewicz
Jerzy Stanisław Korolewicz (ur. 27 marca 1959 w Gorzowie Wielkopolskim) – polski przedsiębiorca, samorządowiec, w latach 1992–1995 wicewojewoda gorzowski.

## Życiorys
Ukończył studia na Wydziale Budowy Maszyn Politechniki Poznańskiej oraz studia podyplomowe w zakresie zarządzania, marketingu i integracji europejskiej. Na początku lat 80. przewodniczył uczelnianym strukturom Niezależnego Zrzeszenia Studentów. Po wprowadzeniu stanu wojennego organizował w Poznaniu Akademicki Ruch Oporu. W 1982 był aresztowany przez okres 6 miesięcy. W latach 1985–1992 pracował zawodowo w Zakładach Włókien Chemicznych Stilon w Gorzowie Wielkopolskim, gdzie pełnił funkcję przewodniczącego rady pracowniczej i wiceprzewodniczącego rady nadzorczej.
W latach 1985–1993 współtworzył i redagował katolicki miesięcznik „Aspekty”. Od 1992 do 1995 pełnił funkcję wicewojewody gorzowskiego. W drugiej połowie lat 90. organizował i do 2002 zajmował stanowisko prezesa zarządu Kostrzyńsko-Słubickiej Specjalnej Strefy Ekonomicznej S.A. Jednocześnie w latach 1998–2002 był radnym sejmiku lubuskiego I kadencji z ramienia AWS. Przewodniczył Komisji Gospodarki i Infrastruktury Technicznej.
Należał do Ruchu Społecznego AWS. Później krótko był związany z Prawem i Sprawiedliwością, z listy którego kandydował w wyborach w 2006.
Po odejściu z Kostrzyńsko-Słubickiej Specjalnej Strefy Ekonomicznej S.A. rozpoczął prowadzenie działalności gospodarczej w ramach spółki prawa handlowego. W 1995 objął funkcję przewodniczącego rady nadzorczej Fundacji na rzecz Gorzowskiej Szkoły Wyższej. Był wiceprezydentem Zachodniej Izby Gospodarczej, a w 2005 został prezesem Zachodniej Izby Przemysłowo-Handlowej w Gorzowie Wielkopolskim.
Wyróżniony nagrodami regionalnymi i odznaczeniami państwowymi, w tym w odznaczony Srebrnym (2001) i Złotym (2005) Krzyżem Zasługi, Krzyżem Kawalerskim (2010) i Oficerskim (2022) Orderu Odrodzenia Polski, a w 2016 Krzyżem Wolności i Solidarności.
Żonaty, ma czwórkę dzieci.